# 平安遺文
平安遺文（へいあんいぶん）は、歴史家竹内理三が平安時代の文書を編年でまとめた史料集である。古文書編、金石文編、題跋編、索引編の全15巻。

## 概要
竹内が長年筆写してきた史料を広く利用できるよう企画されたもので、『寧楽遺文』に続き、戦時中から出版準備が進められていた。古文書編は平安時代の古文書を網羅することを目指し、年代順にまとめている（個人的な内容の消息類、類型的な除目申文、『類聚三代格』『朝野群載』『本朝文粋』等の編纂書は原則として除く）。1947年（昭和22年）に東京堂出版から刊行を始め、1957年までに9巻を刊行。781年（天応元年）から1185年（元暦2年）の古文書を収める。その後、第10巻（拾遺、1962年)、第11巻（総目録・解説、1967年)を追加した。古文書の総数は5万5千通余に及ぶ。
また、金石文編（1巻、1960年）、題跋編（1巻、1968年）、索引編（2巻、1978年・1980年）が刊行されている。1998年に『平安遺文 CD-ROM版』が出ている。
「戦後における平安時代の社会経済史・国家史研究の飛躍的進展は、主としてこの『平安遺文』によってなされたもの」（坂本賞三）、「平安時代史研究に革命をもたらした資料集」（黒田日出男）と高く評価されている。